# Villetta con ospiti
Villetta con ospiti è un film del 2020 scritto e diretto da Ivano De Matteo.

## Trama
Diletta è l'erede di una famiglia borghese molto conosciuta nella cittadina del Veneto in cui vive insieme al marito Giorgio, ai figli e alla madre Miranda, che abita poco distante e che viene assistita da Sonja, una badante di origini rumene. 
Mentre Giorgio è fuori casa per alcuni giorni, ufficialmente per motivi di lavoro, in realtà per intrattenere rapporti extraconiugali, Diletta viene sorpresa durante la notte da alcuni rumori. Preoccupata per la propria incolumità e per quella dei figli, si arma di pistola e, una volta scorto l'intruso nella penombra, gli spara ferendolo gravemente al punto di crederlo morto. Accorrono così all'abitazione, avvertiti da Diletta, don Carlo, parroco del paese, e Giorgio, che a propria volta chiede aiuto al conoscente e poliziotto Carmine.
L'intruso si scopre essere Adrian, il figlio della badante di Miranda, entrato in realtà nell'abitazione di nascosto per passare la notte con Beatrice, la figlia adolescente di Diletta e Giorgio. Nessuno avverte i soccorsi, se non richiedendo l'intervento del medico che ha in cura Miranda, il quale tenta di salvare Adrian, che però muore.
Nella dinamica dei fatti, ognuno dei personaggi presenti sulla scena ha tutto da perdere: Diletta ha ucciso un adolescente disarmato, don Carlo viene minacciato da Diletta di rivelare le relazioni che questo ha con alcune donne del paese - tra cui, in passato, Diletta stessa - se non si fosse tenuto per sé quanto accaduto, Giorgio deteneva l'arma illegalmente, Carmine gliela aveva procurata e il dottore viene ricattato da Carmine per alcune indagini in corso sul suo conto, in cambio del tentativo di salvare Adrian.
Durante la notte giunge alla villetta anche Sonja, preoccupata per non essere riuscita a rintracciare il figlio per ore. Giunta a chiedere informazioni, nota davanti all'ingresso il motorino di Adrian e insiste quindi per entrare. Dopo la struggente scoperta della morte del figlio, che i presenti le raccontano essere dovuta a un tentativo di furto a mano armata finito in tragedia, le vengono offerti soldi da Giorgio per chiudere la questione e rientrare in Romania.
Dopo aver mostrato dubbi sulla dinamica e tentennamenti, Sonja si vede costretta ad accettare, succube della potenza economica e sociale che la famiglia avrebbe potuto esercitare in tribunale e davanti ai mass media.

## Produzione
Le riprese si sono svolte a fine 2018 a Bassano del Grappa, Grottaferrata e Frascati.

## Distribuzione
La prima nelle sale italiane è stata il 30 gennaio 2020.